# Michele Fioroni
Michele Fioroni (Perugia, 16 de fevereiro de 1965) é um ex-tenista profissional italiano.